# Смелый (миноносец)
«Сме́лый» («Смѣлый»; до 9 марта 1902 года — «Го́рлица») — российский миноносец типа «Сокол». 10 октября 1907 года корабль переклассифицирован в эскадренный миноносец.

## Строительство
Корабль заложен в 1901 году на Невском заводе в Санкт-Петербурге. В том же году перевезён для сборки в Порт-Артур. Спущен на воду 28 января 1902 года. Испытания окончены 31 августа 1902 года. Принят в казну (в эксплуатацию) Российского императорского флота 2 сентября 1903 года.

## Служба
В ночь с 30-го на 31-е марта (по новому стилю — с 12-го на 13-е апреля) 1904 года, в ходе Русско-японской войны, миноносец «Смелый» участвовал в поиске в районе островов Эллиот в Жёлтом море, но, отстав из-за сильного тумана от своего отряда, вернулся на базу.
В ночь на 13 апреля 1904 года по заданию адмирала С. О. Макарова восемь миноносцев, в том числе и «Смелый», вышли в море для обнаружения и атаки на манёвренную базу японцев, готовившихся к десанту на материк. Около часа ночи в густом тумане миноносцы «Страшный» и «Смелый» потеряли из виду свой отряд, и малым ходом стали возвращаться в Порт-Артур. В этот момент к «Страшному» подошли два японских крейсера и шесть эскадренных миноносцев, с которых потребовали сдачи корабля. Отвергнув ультиматум, командир миноносца капитан 2-го ранга К. К. Юрасовский приказал открыть огонь по кораблям противника. Во время завязавшегося боя ушедший вперёд «Смелый» повернул обратно, и пытался поддержать огнём и оказать помощь «Страшному», но быстро был отогнан ответным огнём. В ходе артиллерийской дуэли, один из снарядов попал в минный аппарат «Страшного», который спровоцировал детонацию в нём заряженной мины. В результате этого взрыва капитан и несколько матросов погибли. Вслед за этим, «Страшный» получил ещё ряд попаданий, которые вывели из строя почти всю артиллерию и повредили обшивку. В многочисленные пробоины стала поступать вода и миноносец начал погружаться, а вскоре совсем затонул. Из 52 человек команды в живых остались пятеро.
Накануне сдачи японцам крепости Порт-Артур, в ночь на 20 декабря 1904 года, миноносец «Смелый» под командованием лейтенанта Михаила Бахирева прорвал блокаду и прибыл в Циндао, где был интернирован китайским правительством.
22 января 1905 года вошёл в состав Сибирской военной флотилии. В 1909—1910 годах во Владивостоке прошёл капитальный ремонт с заменой котлов. В 1912 году на корабле были демонтированы 47-миллиметровые орудия и установлено кормовое 75-миллиметровое орудие, мостик обшит ветрозащитными щитами.
29 ноября 1917 года вошёл в состав Красной Сибирской военной флотилии. С весны 1918 года поставлен на долговременное хранение во Владивостокский военно-морской порт.
30 июня 1918 года был захвачен японскими интервентами. В октябре 1922 года полностью выведен из строя японцами во время эвакуации из Владивостока. Более в строй не вводился. 31 мая 1923 года сдан для разборки Комгосфондов, 21 ноября 1925 года исключён из списков судов РККФ.

## Офицеры миноносца
- Командиры:
  - 13.04.1903-17.03.1904 Капитан 2-го ранга Шульц, Максимилиан Фёдорович[1]
  - 18.03.1904-20.12.1904 Лейтенант Бахирев, Михаил Коронатович
  - хх.11.1906—хх.11.1907 Лейтенант Винокуров Павел Петрович
- Вахтенный начальник
  - М. А. Беренс
  - Мичман А. К. Пилкин
- Судовой механик
  - Помощник старшего инженер-механика М. К. Боровский 3-й